# 다이니노 산미

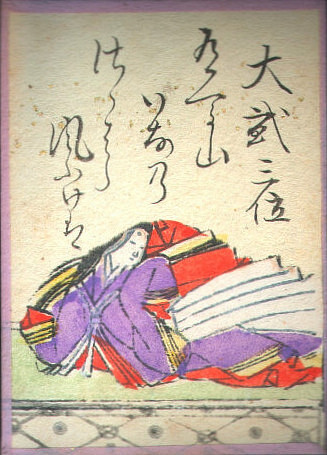
다이니노 산미

다이니노 산미(일본어: 大弐三位, 999년 ~ 1082년)는 헤이안 시대 중기의 가인이다. 겐지모노가타리의 저자 무라사키 시키부의 딸이다. 본명은 후지와라노 가타이코(藤原賢子)이다.
1017년에 어머니를 따라 황후 쇼시의 궁녀가 되어 고시키부노 나이시와 서로 동료가 되었다. 그 사이에 후지와라노 요리무네, 후지와라노 사다요리, 미나모토노 아사토 등과 교분이 있었다. 관백 후지와라노 미치카네의 둘째 아들 후지와라노 가네타카와 혼인하였다. 1025년 지카히토 친왕(훗날의 고레이제이 천황)의 탄생으로 그 유모가 되었다.

## 와카
```
아리마 산의 사사하라의 바람 소리, 어떻게 그대를 잊을 수 있으리까.
ありま山ゐなの篠原風吹は いてそよ人をわすれやはする
```